# Gädäbäy
Gädäbäy (azerbajdzjanska: Gədəbəy, före 1991 officiellt även ryska: Кедабек: Kedabek) är en distriktshuvudort i Azerbajdzjan. Den ligger i distriktet Gädäbäy rajon, i den västra delen av landet, 300 km väster om huvudstaden Baku. Gädäbäy ligger 1 460 meter över havet och antalet invånare är 8 657.
Terrängen runt Gädäbäy är kuperad. Gädäbäy är det största samhället i trakten. 
Trakten runt Gädäbäy består i huvudsak av gräsmarker. Runt Gädäbäy är det ganska tätbefolkat, med 70 invånare per kvadratkilometer.